# Rasmus Fladberg
Rasmus Fladberg (* 30. Januar 1992 in Køge, Dänemark) ist ein dänischer Badmintonspieler. Er ist der Sohn von Steen Fladberg, der 1983 Herrendoppel-Weltmeister im Badminton war, und der ehemaligen Badmintonspielerin Kirsten Larsen.

## Karriere
Rasmus Fladberg wurde bei der Badminton-Juniorenweltmeisterschaft 2010 Dritter, bei der Junioreneuropameisterschaft des Folgejahres Zweiter im Herreneinzel und erreichte das Halbfinale mit Kim Astrup. Den zweiten Platz belegte er auch bei den Romanian International 2011. Dritter wurde er bei den Estonian International 2011. Gewinnen konnte er 2011 die Swedish International Stockholm, die Croatian International und die Hungarian International. 2014 gelang ihm der Einzelsieg bei den Estonian International und Dutch International.